# Monastère de Gomionica
Le monastère de Gomionica (en serbe cyrillique : Манастир Гомионица ; en serbe latin : Manastir Gomionica) est un monastère orthodoxe serbe situé à 42 km à l'est de Banja Luka, la capitale de la république serbe de Bosnie (Bosnie-Herzégovine), sur le territoire du village de Kmećani près de Bronzani Majdan. Fondé sans doute au XVe siècle, il est inscrit sur la liste des monuments nationaux de Bosnie-Herzégovine.
L'église du monastère est dédiée à la Visitation de la Vierge.

## Histoire

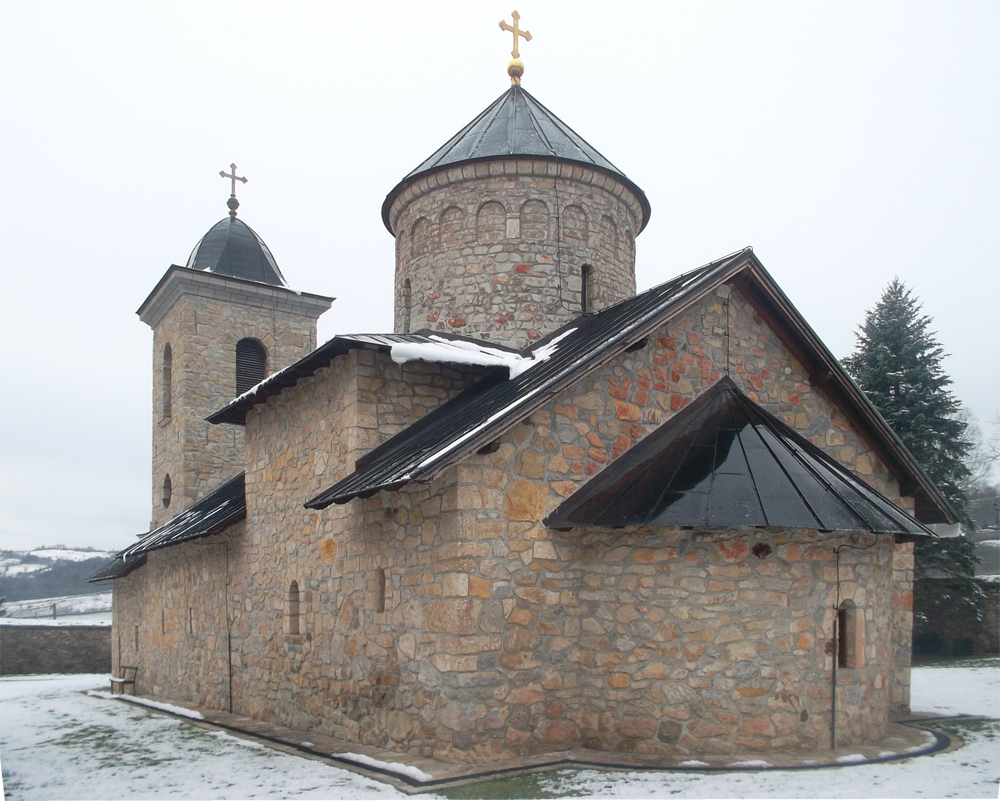
L'église

Ni la date exacte de la fondation du monastère ni le nom de son fondateur ne sont connus avec précision. Selon certaines traditions populaires, Gomionica aurait été construit à la suite d'une donation du Grand Župan Stefan Nemanja et de Saint Sava (XIIe-XIIIe siècles)  ; en revanche, pour d'autres, il aurait été fondé par une certaine impératrice Mara, pour d'autres par la sultane Mara, fille du despote serbe Đurađ Branković et femme du sultan Murad II ou, pour d'autres encore, par Mara, la fille du despote Jovan. En fait, l'origine du monastère remonte sans doute à la fin du XVe siècle, peu de temps avant l'arrivée des Ottomans dans le royaume de Bosnie. La première mention écrite de Gomionica date d'un defter (recensement) turc remontant à 1540-1541 ; le monastère est ensuite mentionné en 1560 dans une lettre adressée par le pacha local à Istanbul et précise que « l'higoumène Andrije était le supérieur du monastère de Zalužje, encore appelé Gomionica, depuis vingt-quatre ans ». Le monastère est encore mentionné en 1599, dans une note accompagnant le manuscrit du Triptykon de Saint Sava, rédigé à Gomionica et aujourd'hui conservé à la bibliothèque de l'éparchie d'Arad (en Roumanie).
À la fin du XVIIe siècle, au moment de la deuxième guerre austro-turque (1683-1699), les moines de Gomionica durent quitter le monastère, emportant avec eux ce qu'il contenait de plus précieux, et se réfugièrent pour un temps au monastère de Hodoš dans le Banat, près d'Arad. En 1738, lors de la guerre autro-turque de 1735-1739, les religieux se refugièrent en Slavonie au monastère de Pakra. Au cours des XVIIIe et XIXe siècles, l'église du monastère fut restaurée à plusieurs reprises.
Après le traité de Berlin (1878), l'Autriche-Hongrie obtint le droit d'occuper la Bosnie-Herzégovine ; une école ouvrit ses portes dans le monastère en 1882. En 1880, Gerasim Kočin avait prononcé ses vœux et était devenu prêtre à Gomionica ; son fils, le futur et célèbre écrivain Petar Kočić, suivit les cours de cette école.
Après la Seconde Guerre mondiale, Gomionica devint un monastère de femmes.

## Ensemble monastique
Le monastère de Gomionica est aujourd'hui composé de plusieurs bâtiments : l'église de la Visitation-de-la-Vierge, l'ancien konak, une partie de l'ancien mur d'enceinte, l'ancienne fontaine dans le cimetière et l'ancien cimetière du village près de l'ensemble monastique.

### Église et fresques
L'église, sans doute construite avant 1560, est constituée d'une à nef unique, avec un narthex et une abside en demi-cercle, le tout surmonté d'un dôme. Les fresques les plus anciennes de l'église Gomionica, redécouvertes lors des campagnes d'études des années 1980 et 1990, présentent des similitudes stylistiques avec celles du patriarcat de Peć et celles du narthex de l'église du monastère de Gračanica (au Kosovo), ou encore avec celles des églises monastiques de Lovnica, de Studenica, de Mileševa et de Banja à Priboj (en Serbie), qui toutes datent des deux dernières décennies du XVIe siècle.

## Icônes et manuscrits
Gomionica abrite une collection d'icônes, notamment de la fin du XVIIe siècle et du début du XVIIIe siècle, œuvres d'artistes qui n'ont pas été identifiés. Le monastère conserve également une collection de manuscrits et de livres religieux.